# Dialnet

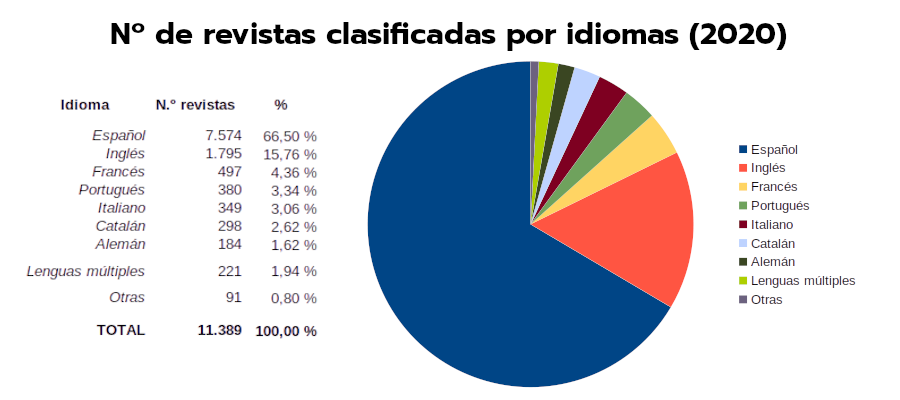
Nombre de revues de Dialnet classées par langue (2020)

Dialnet est une base de données en ligne et en libre accès dédiée au répertoriage et à la diffusion de la production hispanique en sciences humaines et sociales. Créée en 2001 par l'université de La Rioja, elle se présente sous la forme d'une hémérothèque virtuelle recensant les index de revues scientifiques, de monographies, de thèses et d'autres publications d'Espagne, du Portugal et d'Amérique latine, et indique dans quelles bibliothèques le matériel peut être consulté. Une partie des documents sont consultables en ligne.